# 缺苞箭竹
缺苞箭竹（学名：Fargesia denudata）为禾本科箭竹属下的一个种。

## 扩展阅读
- 維基物種上的相關：缺苞箭竹